# Gumpert Tornante
Gumpert Tornante – supersamochód skonstruowany i pokazany w 2011 na Geneva Motor Show przez niemieckie przedsiębiorstwo Gumpert i włoską firmą Carrozzeria Touring Superleggera. Długość wynosi 4480 mm, waga 1300 kg. Typ nadwozia to 2-drzwiowe coupé. Prędkość maksymalna wynosi 310 km/h, zaś przyspieszenie 0–100 km/h 3,0 s. Do napędu użyto jednostki V8 4,2 l Twin-turbo 32v, generującą moc maksymalną 700 KM. Planowano również wprowadzenie wersji z wyższą mocą maksymalną. Napęd przenoszony jest na tylną oś poprzez 6-biegową półautomatyczną skrznię biegów o nazwie TT40e (czas zmiany biegu 40 milisekund). Miał być następcą Gumperta Apollo. Jednak z powodu upadłości producenta montaż modelu został zakończony.

## Dane techniczne

### Silnik
- V8 4,2 l Twin-turbo 32v
- Maksymalny moment obrotowy: b.d.
- Moc maksymalna: 700 KM

### Osiągi
- Prędkość maksymalna: 310 km/h
- Przyspieszenie 0–100 km/h: 3,0 s